# Mihai Beniuc
 (décembre 2017).
Si vous disposez d'ouvrages ou d'articles de référence ou si vous connaissez des sites web de qualité traitant du thème abordé ici, merci de compléter l'article en donnant les références utiles à sa vérifiabilité et en les liant à la section « Notes et références ».
Mihai Beniuc, né le 20 novembre 1907 à Sebiș dans le Județ d'Arad (alors en Autriche-Hongrie) et mort le 24 juin 1988, est un poète, dramaturge et romancier roumain.

## Biographie
Mihai Beniuc a fait ses études à l'université de Cluj en 1931 en psychologie, philosophie et sociologie. Ces études universitaires influencèrent les récits de ses romans.
Il fut président de l'Union des écrivains de Roumanie de 1962 à 1964. Il était également membre de l'Académie roumaine.

## Œuvres

### En roumain

#### Pièces de théâtre
- Cântece de pierzanie, 1938
- Cântece noi, 1943
- Orașul pierdut, 1943
- Un om așteaptă răsăritul, 1946
- Mărul de lângă drum, 1954
- Steaguri, 1951
- Cântec pentru tovarășul Gheorghiu Dej, 1951
- Partidul m-a învățat, 1954
- Trăinicie, 1956
- Azimă, 1956
- Inima bătrînului Vezuv, 1957
- Cu un ceas mai devreme, 1959

#### Romans
- Pe muche de cuțit [L'épaisseur d'un cheveu], 1959
- Dispariția unui om de rând [La disparition d'un homme ordinaire], 1963
- Explozie înăbușită [Explosion étouffée], 1971

### Traduit en français
- Mihai Beniuc par Alain Bosquet et Nicolae Tertulian, choix de textes et traduction par l'auteur et Eugène Guillevic, Éditions Seghers, coll. Poètes d'aujourd'hui, no 149, 1966,
- La Campagne roumaine[1], adapté et présenté par Hubert Juin, avec cinq dessins de Edouard Pignon, Paris, éditions Pierre Jean Oswald, 1960 ; 37 exemplaires sur pur fil d'Arches comportant une gravure originale signée de l'artiste.